# Lichenophanes arizonicus
Lichenophanes arizonicus är en skalbaggsart som beskrevs av Fisher 1950. Lichenophanes arizonicus ingår i släktet Lichenophanes och familjen kapuschongbaggar. Inga underarter finns listade i Catalogue of Life.